# 岡山県道50号北房井倉哲西線
岡山県道50号北房井倉哲西線（おかやまけんどう50ごう ほくぼういくらてっせいせん）は、岡山県真庭市から新見市に至る県道（主要地方道）である。

## 概要

### 路線データ
- 起点：岡山県真庭市下呰部（岡山県道58号北房川上線交点）
- 終点：岡山県新見市哲西町八鳥（国道182号交点）

## 歴史
- 1993年（平成5年）5月11日 - 建設省から、県道北房井倉哲西線が北房井倉哲西線として主要地方道に指定される[1]。
- 2024年（令和6年）3月29日 - 岡山県告示第133・134号により、新見市哲多町荻尾（）から哲多町矢戸までの区間を新見市道井戸布寄線・広域農道経由に変更し、2009年（平成21年）11月から落石により通行止めとなっている区間を廃止[2]。

## 路線状況
新見市哲多町荻尾（）から哲多町矢戸までの区間は2009年（平成21年）11月から2020年（令和6年）3月現在まで落石により通行止めとなっている（2024年（令和6年）3月29日付岡山県告示第133・134号により、この区間は廃止された）。

### 重複区間
- 岡山県道58号北房川上線（真庭市下呰部）
- 岡山県道78号長屋賀陽線 備北新線（新見市豊永佐伏 - 新見市土橋・土橋田屋・上組交差点）
- 岡山県道320号若代方谷停車場線（新見市豊永佐伏）
- 国道180号（新見市草間）
- 岡山県道33号新見川上線（新見市哲多町老栄 - 新見市哲多町矢戸）
- 岡山県道157号哲多哲西線（新見市哲多町田淵）

## 地理

### 通過する自治体
- 真庭市
- 新見市

### 交差する道路
| 交差する道路                               | 市町村名 | 交差する場所   | 交差する場所         |
| ------------------------------------------ | -------- | -------------- | -------------------- |
| 岡山県道58号北房川上線                     | 真庭市   | 下呰部（）     | 起点                 |
| 岡山県道78号長屋賀陽線 重複区間起点        | 新見市   | 豊永佐伏（）   |                      |
| 岡山県道320号若代方谷停車場線 重複区間起点 | 新見市   | 豊永佐伏       |                      |
| 岡山県道320号若代方谷停車場線 重複区間終点 | 新見市   | 豊永佐伏       |                      |
| 岡山県道78号長屋賀陽線 重複区間終点        | 新見市   | 土橋（）       | 土橋田屋・上組交差点 |
| 国道180号 重複区間起点                     | 新見市   | 草間           | [ 3 ]                |
| 国道180号 重複区間終点                     | 新見市   | 草間           |                      |
| 岡山県道33号新見川上線 重複区間起点        | 新見市   | 哲多町老栄（） |                      |
| 岡山県道33号新見川上線 重複区間終点        | 新見市   | 哲多町矢戸     |                      |
| 岡山県道409号大野部哲多線                  | 新見市   | 哲多町蚊家（） |                      |
| 岡山県道157号哲多哲西線 重複区間起点       | 新見市   | 哲多町田淵     |                      |
| 岡山県道157号哲多哲西線 重複区間終点       | 新見市   | 哲多町田淵     |                      |
| 岡山県道313号大野部備中線                  | 新見市   | 哲西町大野部   |                      |
| 岡山県道・広島県道108号大野部東城線        | 新見市   | 哲西町大野部   |                      |
| 国道182号                                  | 新見市   | 哲西町八鳥（） | 終点                 |

### 交差する鉄道
- 伯備線

### 沿線
- 井倉洞
- 新見市立草間台小学校
- 新見市立新砥小学校
- 国際貢献大学校
- JR西日本芸備線 野馳駅（終点付近）